# Alexander Tahy
Alexander Tahy, avstro-ogrski častnik, vojaški pilot in letalski as, * 1896, Nyíregyháza, † 7. marec 1918, Mansu.
Nadporočnik Tahy je v svoji vojaški službi dosegel 8 zračnih zmag.

## Življenjepis
Med prvo svetovno vojno je bil pripadnik Flik 12, Flik 19 in Flik 51J.